# Baybayin
Baybayin (phát âm tiếng Tagalog: [baɪˈbaɪjɪn]; tiền kudlit:  ᜊᜊᜌᜒ, hậu kudlit: ᜊᜌ᜔ᜊᜌᜒᜈ᜔), trong các ngôn ngữ Visaya gọi là badlit (ᜊᜇ᜔ᜎᜒᜆ᜔), và trong tiếng Ilocano gọi là kur-itan/kurditan, là một hệ chữ viết Philippines cổ bắt nguồn từ chữ Brahmi của Ấn Độ và được ghi nhận lần đầu vào thế kỷ 16. Nó tiếp tục được sử dụng trong thời Philippines là thuộc địa Tây Ban Nha cho tới cuối thế kỷ 18. Hệ chữ này được ghi nhận kỹ lưỡng bởi giáo đồ Công giáo sống tại đây trong thời kì thuộc địa.
Từ baybay nghĩa đen là "viết" hay "đánh vần (âm tiết)" trong tiếng Tagalog. Baybayin được người Tây Ban Nha nghiên cứu kỹ. Một số người gọi nó là Alibata, một tên được Paul Rodríguez Verzosa đặt ra theo thứ tự sắp xếp ba ký tự đầu trong hệ chữ Ả Rập (alif, ba, ta (alibata)).